# Aschbach magro
L'aschbach magro (in tedesco: Aschbacher Magerkäse), è un formaggio di latte vaccino, semigrasso e a pasta semidura, tipico del Burgraviato ed in particolare di Lagundo (prende infatti il nome da una sua frazione, Rio Lagundo, in tedesco Aschbach). È riconosciuto quale prodotto agroalimentare tradizionale.

## Descrizione
Nonostante il nome, non si tratta di un formaggio magro bensì semigrasso, realizzato con il 50% di latte scremato e il 50% di latte intero.
Viene prodotto tutto l'anno.
Le forme sono tipicamente di 25 cm di diametro e pesano circa 5 kg.

## Storia
L'Aschbach magro ha una storia relativamente recente: è stato ideato dal casaro Josef Gruber nel 1960.